# Fontaine de Ljuba Didić à Sokobanja
La fontaine de Ljuba Didić à Sokobanja (en serbe cyrillique : Чесма кнеза Милоша на Требичком путу у Сокобањи ; en serbe latin : Česma kneza Miloša na Trebičkom putu u Sokobanji) se trouve à Sokobanja et dans le district de Zaječar, en Serbie. Elle est inscrite sur la liste des monuments culturels protégés de la République de Serbie (identifiant no SK 767),.

## Présentation
La fontaine est située à l'intersection des rues Dragovićeva, Hajduk Veljkova et Vrelska, sur la route du mont Ozren, (dans les Carpates serbes). Elle a été érigée pour honorer Ljuba Didić (1849-1883), l'organisateur de la révolte du Timok dans le district de Banja.
L'environnement immédiat de la fontaine est également classé.